# 潤餅卷

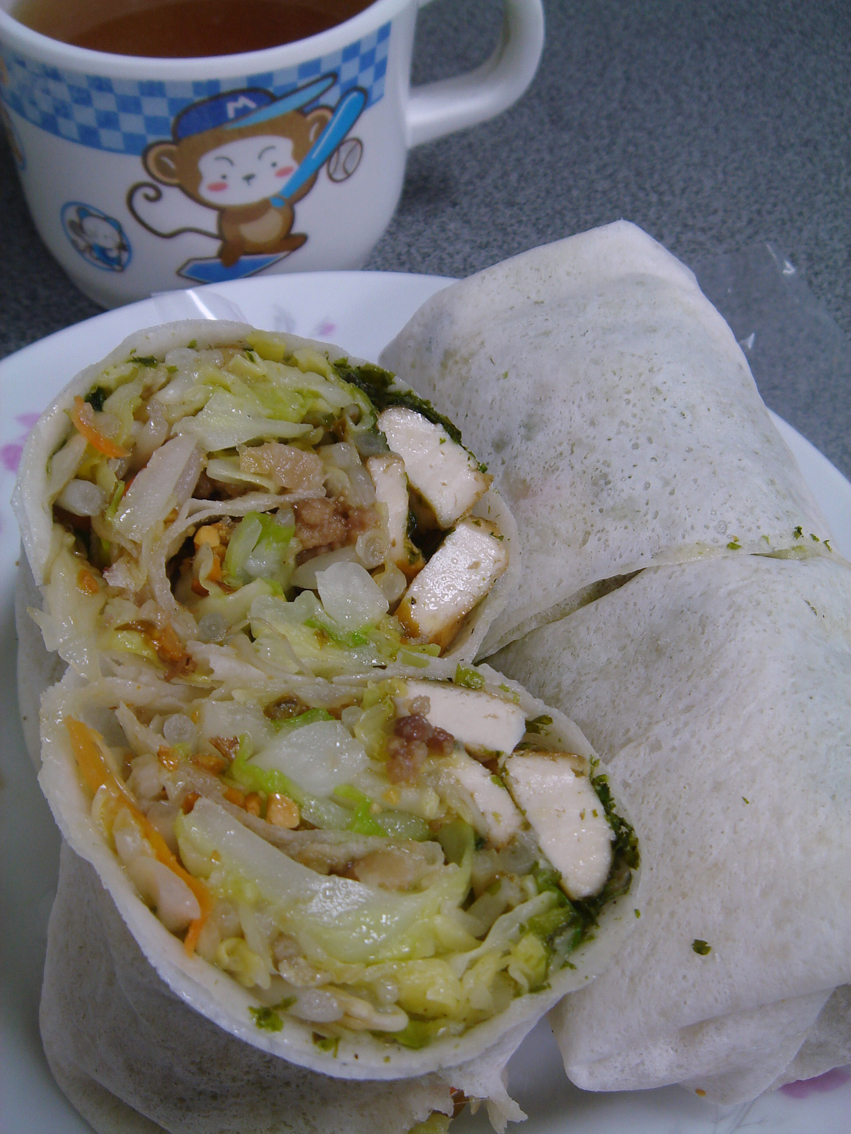
臺灣潤餅

潤餅，又稱薄餅卷、嫩餅菜、拭餅。廣義上包含春捲。用餅皮鋪上一層糖粉和花生粉後加上各式各樣菜和肉捲好後無須油炸直接食用。潤餅作為閩南飲食文化的一部分，流行於閩南、潮汕、臺灣、印度尼西亞、菲律賓等地。越南春卷在形式上也比較類似於潤餅。
臺閩地區一帶的家庭於尾牙、春節以及寒食、清明時，會以潤餅皮來祭祖，之後家族成員圍據一桌，食用者挑選自己喜愛菜色加上花生粉與砂糖和海苔以潤餅皮包裹後食用，是閩南和台灣清明聚會的重要飲食。泉州各區域主要在清明期間食用潤餅，作為祭拜祖先之前家庭聚會的一種常見食品。臺灣北部地區家庭除了清明吃潤餅（泉州三邑做法）外，也會在農曆年前時段包潤餅（同安做法）又稱之為「家庭尾牙」，廈門同安則在上巳節食用；臺灣中南部地區（泉州三邑做法）則是在清明期間。而潤餅更成為台灣街頭特色小吃。

## 起源
遠在中國春秋戰國開始，就有在春天以五辛盤祭祀春神的禮俗，五辛盤內容為大蔥、小蒜、韭菜、香菜、芸苔，在祭祀春神後食用這五辛，以求開五臟、去伏氣的保健效果，但因五辛味道辛辣，單吃難以入口，於是後來逐漸發展以麵餅包裹五辛成為春餅來食用，春餅也就成了潤餅和春卷的前身。自東晉開始中原數度戰亂使中原人士大舉南遷閩避難，以致今日台閩一帶吃潤餅還保有古代春餅之俗，桌面無論菜色多少，內容一定必須具備五辛在內，僅芸苔以滸苔代替。吃潤餅在閩台一帶是家族一年中重要的聚會禮節，大多為家族成員食用，一般不會用來招待外人。但近來也出現潤餅專賣店、賣潤餅專車，尤以夜市、菜市場等地最常見。

## 製作
「潤餅」餅皮是將麵粉加水，反覆攪打成質韌的濕麵團，抓在手中，在文火小平鍋上旋烙，拭成其薄如紙的餅皮，名曰「拭餅（方音：ㄑㄧㆵ ㄅㄧㆩˋ）」。

### 臺灣
餡料通常用胡蘿蔔、高麗菜、芹菜、豆芽菜、香腸、油麵（南部特有）、豆干、豬肉、煎雞蛋絲、蝦仁、皇帝豆等，分盤上席。輔料方面，可有糖拌花生粉、海苔、蔥、蒜、芫荽（香菜）等。食時以薄餅皮包裹餡料和輔料，捲成圓筒狀，雙手握著就食。

### 閩南
餡料通常用胡蘿蔔、高麗菜、荷蘭豆、石蚵、菜球、豆干、五花肉、桶筍、嫩薑、蒜苗等切絲，依食材熟透時間不同下鍋，炒成大雜燴。食時以薄餅皮包裹餡料和花生糖粉，香菜，海苔等輔料，捲成圓筒狀，雙手握著就食。

### 四川
四川成都人口中的「春卷」並非油炸的。它是用攤的薄麵皮，在飯桌上捲入餡料（蔬菜為主，也有人吃肉的）後直接入口食用。吃法類似於烤鴨卷餅。貴州貴陽也有類似的菜品，當地叫「絲娃娃」，所用麵餅較小。

## 演變

### 臺灣
南北潤餅的吃法和時間都不同，南部都是清明前吃，北部會在尾牙、過年前吃。因為傳統社會裡，南部人清明前會把春稻的農事做完，再吃潤餅祭祖。另外，南部因為要先拜拜、在供桌上擺一段時間，內餡放的菜入高麗菜、豆芽菜等會先把水瀝乾，肉類會選比較乾的香腸。北部潤餅會加入純花生粉，通常是要直接吃的，菜通常直接燙好就包了。近來作為街頭小吃多多冷著可食。
一、北部經典：豆干、蛋酥、花生粉、蘿蔔乾、豆芽菜、高麗菜、紅燒肉
二、中部經典：豆干、蛋酥、酸菜、蘿蔔乾、豆芽菜、高麗菜、炸肉片（香菜）
三、南部經典(一)：豆干、蝦仁、香腸、高麗菜、香菇、花生粉、糖粉
四、南部經典(二)：豆干、高麗菜、豆芽菜、蘿蔔乾、滷肉、油麵、醬汁」

### 越南
在越南語中，潤餅被稱為(Gỏi cuốn)，越南潤餅是用米紙而非麵粉揉製，餡料加入生蔬菜和熟肉或海鮮，並帶有新鮮香草的生菜葉，包裹以後蘸魚露 (nước mắm) 醬汁食用，潤餅還有一種油炸的(Chả giò)，比潤餅小而且窄，包裹洋蔥、西紅柿和辣椒，餡料搭以蝦肉、豬肉和當地蔬菜為主，搭配醬汁趁熱食用。

### 菲律賓

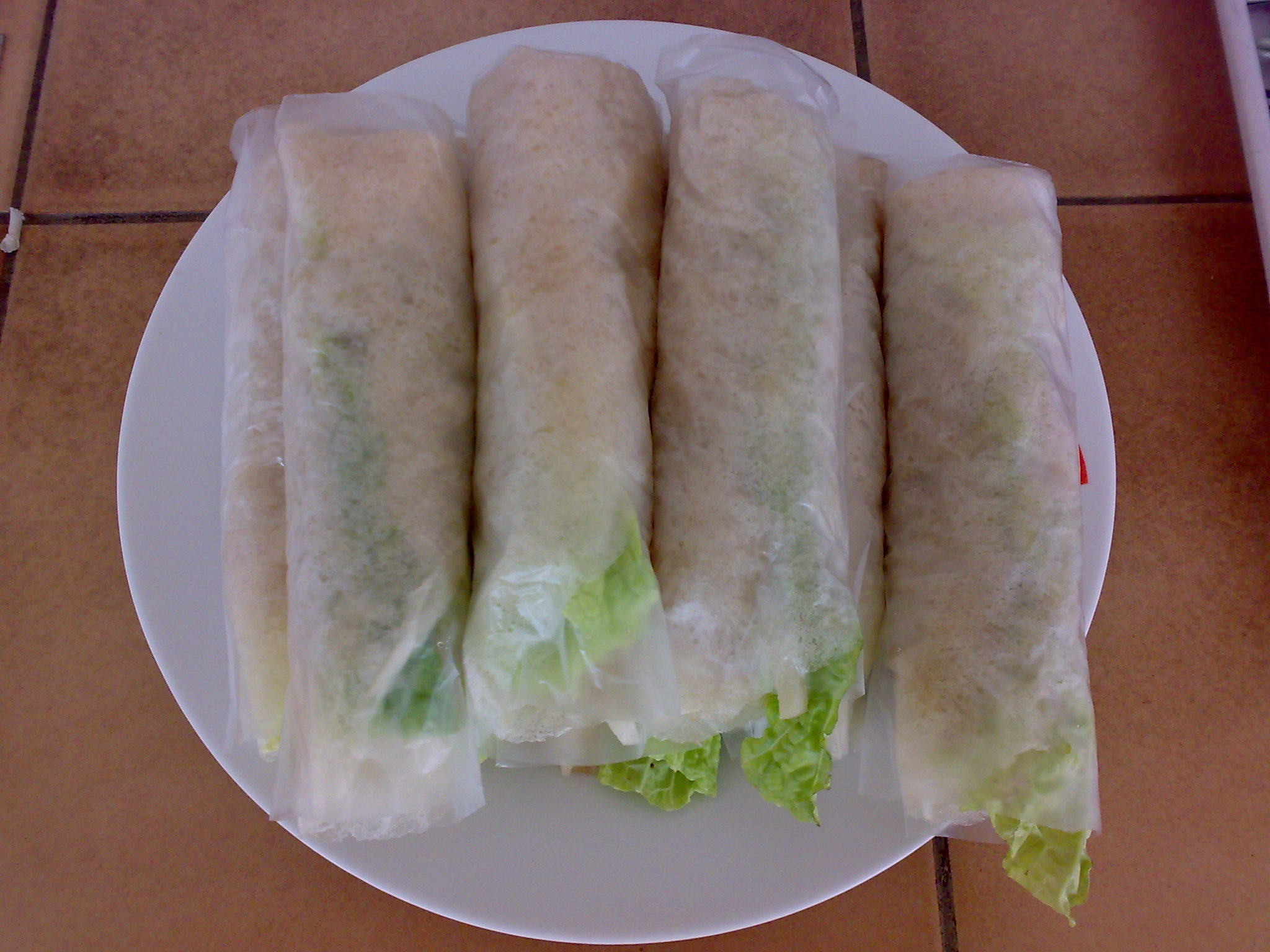
菲律賓潤餅

菲律賓語發音是 lumpia，是福建閩南話「潤餅」的音譯，於 17 世紀由華裔引入後，數百年來已完全融入菲律賓飲食，遍及群島的各個島嶼。由於菲國華人多為福建閩南移民，飲食文化受到華人移民影響，早期菲律賓潤餅與閩南的做法一樣。之後菲律賓潤餅開始使用廣泛的農食，包含當地食材和菜餚，以及後來西班牙、中國和美國菜系所啟發的各種餡料。在菲律賓，潤餅皮僅使用麵粉、水和鹽製成像紙一樣薄的餅皮，以包裹餡料，傳統上比較細長，形狀與雪茄大致相似，之後的現代版本又演化成為各種形狀和大小，與其他東亞各地的春捲有所差異。在菲律賓，潤餅是聚會和慶祝活動中常見的菜餚之一。

### 印尼
在印度尼西亞，潤餅有各式各樣的演變，通常以演變起源的城市來命名，其中最著名的，也受歡迎的是三寶壟潤餅。各地潤餅做法的演變，填充食材成分可能有所不同，無論有油炸或未油炸，最終仍屬於演變的潤餅系列，分別代表當地食材特色及當地飲食口味，食譜帶來許多的創意性和本地化 。在印尼，潤餅主要是街頭小販所販賣的食品，已成為民眾普及喜愛的小吃。在印尼鄰國的馬來西亞、新加坡及泰國，飲食文化多元，潤餅也有相當的普及性，名稱為薄餅 (popiah 或 poh pia)，語源來自中國潮汕話。一般分為炸薄餅和非油炸博餅兩種，裡面餡料多是涼薯。

### 馬來西亞
馬來西亞由馬來人、華人與印度人三大族群所構成，華人所吃的潤餅也受嬤嬤（Mamak，印裔穆斯林）、馬來人青睞，各自演繹出自己族群口味的潤餅。又如印尼，當地曾是荷蘭殖民地，二戰後印尼獨立，許多印尼人或華裔印尼人移居荷蘭，炸的潤餅（荷語 loompia）也就一腳跨到了歐洲去。至此，潤餅配料與吃法也改變了。馬來西亞潤餅是切塊吃。

### 荷蘭
在荷蘭及比利時，潤餅被稱為 loempia，是源自印度尼西亞的拼寫，顯示荷蘭潤餅是在殖民印度尼西亞時期所傳入的，該名成為荷蘭語中春捲的通稱。在荷蘭， loempia 被可以描述為印尼版的中國潤餅，內容物塞滿肉末、豆芽和捲心菜葉，並用醬油、大蒜和蔥調味。另有 kroepia，是荷蘭版的變形潤餅，形狀比較偏向方形，內容物不僅有蔬菜，餡料還加入炒飯。 loempia 在荷蘭通常做為開胃菜或小吃食用，是咖啡小吃座 (eetcafé) 中最受歡迎的餐點之一。因為受到廣大的歡迎，在荷蘭沿海城市 Katwijk 坐落著歐洲最大的潤餅廠，每天生產 70萬個潤餅，行銷荷蘭、比利時。